# Campinas

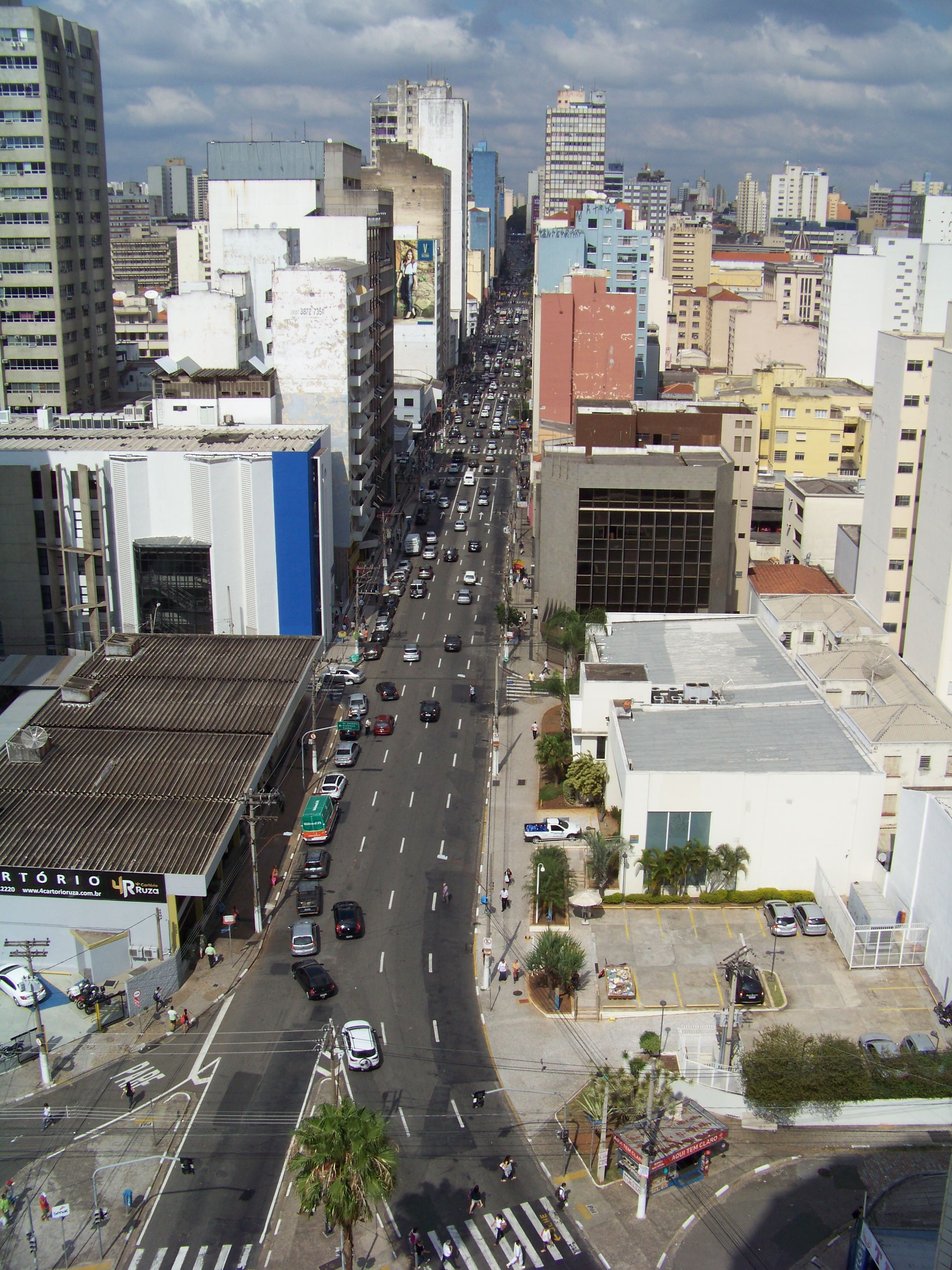
Centrum Campinas

Campinas (wym. [kɐ̃ːˈpinɐs]) – miasto w południowo-wschodniej Brazylii, we wschodniej części stanu São Paulo, położone 100 km na północ od miasta São Paulo. Według spisu ludności z 2010 r. Populacja miasta wynosi 1 080 999, co czyni go czternastym najbardziej zaludnionym miastem Brazylii i trzecią pod względem liczby ludności gminą w stanie São Paulo. Obszar metropolitalny miasta obejmuje dwadzieścia gmin o łącznej liczbie 3 665 363 osób.

## Dane ogólne
- Położenie geograficzne: 22°54' S 47°3' W
- Powierzchnia: 795,6 km²
- Liczba ludności: 1 080 999 (2010)
- Gęstość zaludnienia: 1314,2 os./km²
- Metropolia: 3 047 664 (2011)[2]

## Historia
Miasto zostało założone 14 lipca 1774 r. przez Barreto Leme. Początkowo była to prosta placówka w drodze do Minas Gerais i Goiás, służąca bandeirantes, którzy szukali cennych minerałów i indiańskich niewolników. W pierwszej połowie XIX wieku Campinas stało się rosnącym ośrodkiem ludności z licznymi gospodarstwami z kawą, bawełną i trzciną cukrową.
Do rozwoju miasta przyczyniła się budowa w 1867 roku linii kolejowej łączącej São Paulo z portem morskim Santos. W drugiej połowie XIX wieku, wraz ze zniesieniem niewolnictwa, rolnictwo i uprzemysłowienie przyciągnęły wielu zagranicznych imigrantów, głównie z Włoch, którzy zastąpili utraconą siłę roboczą.
Kawa stała się ważnym towarem eksportowym, dzięki czemu miasto  bogaciło się. W konsekwencji rozrósł się sektor usług dla zwiększającej się populacji. W pierwszych dekadach XX wieku Campinas mogło już poszczycić się: operą, teatrami, bankami, kinami, stacjami radiowymi, orkiestrą filharmoniczną, dwiema gazetami („Correio Popular” i „Diário do Povo”), dobrym systemem edukacji publicznej (z Escola Normal de Campinas i Colégio Culto à Ciência), a także szpitalami, takimi jak Santa Casa de Misericórdia (organizacja charytatywna dla ubogich) oraz Casa de Saúde de Campinas (dla społeczności włoskiej, wcześniej znanej jako Circolo Italiani Uniti) i najważniejszym brazylijskim centrum badań w dziedzinie nauk rolniczych, Instituto Agronômico de Campinas, założonym przez cesarza Pedro II. Punktem zwrotnym dla rozwoju miasta w integracji z resztą stanu była budowa w 1938 roku pierwszej brazylijskiej autostrady – Anhanguera –  między Campinas a São Paulo.
Campinas było miejscem narodzin kompozytora operowego Carlosa Gomesa (1836–1896) i prezydenta Republiki Camposa Sallesa (1841–1913). Przez 49 lat był domem Hérculesa Florence, uważanego za jednego z pierwszych wynalazców fotografii, kserokopii i mimeografu.

## Gospodarka
W mieście rozwinął się przemysł spożywczy, gumowy, skórzany, maszynowy.

## Sport
W mieście mają siedzibę kluby piłkarskie Guarani FC i AA Ponte Preta.

## Miasta partnerskie
- Asunción, Paragwaj
- Concepción, Chile[potrzebny przypis]
- Córdoba, Argentyna
- Fuzhou, ChRL
- Jing’an, ChRL
- Fushun, ChRL
- San Diego, USA
- Turyn, Włochy
- Malito, Włochy
- Gifu, Japonia
- Asunción, Paragwaj
- Santa Cruz, Boliwia
- Blumenau, Brazylia
- Belém, Brazylia
- Nowy Sad, Serbia
- Daloa, Wybrzeże Kości Słoniowej
- Jerycho, Palestyna